# Rostás Judit
Rostás Judit, születési nevén Rottenstein Judit, férjezett Vámos Lászlóné (Makó, 1925. április 3. – Budapest, 1974. szeptember 10.) magyar orvos-alezredes, laboratóriumi szakorvos.

## Életpályája
Rottenstein Antal (1894–1944) gyermekorvos és Grósz Terézia (1902–2002) gyermekeként született. Apja a holokauszt áldozata lett.
Tanulmányait a Makói Községi Zrínyi Ilona Polgári Leányiskolában kezdte, majd a Szeghalmi Református Péter András Gimnáziumban folytatta mint „rendesen bejáró leánymagántanuló”. 1943-ban jeles eredménnyel tett érettségi vizsgát.
1951. július 6-án a Budapesti Orvostudományi Egyetemen avatták orvosdoktorrá. 1951-ben a budapesti egyetem Közegészségtani Intézetének orvosgyakornoka volt; az iskolai környezet higiéniai kérdéseivel foglalkozott. 1951–1955 között a budapesti orvosi kar Közegészségügyi Intézetének munkatársa volt. 1955-ben katonaorvos lett. 1955-ben jelentkezett a Koreai Népi Demokratikus Köztársaságba induló magyar szakemberek csoportjába, és a Koreai magyar kórház laboratóriumát vezette 1957-ig. 1956-ban egyetemi tanársegéd lett. Hazatérve tapasztalatait az I. sz. Honvédkórház, majd a Központi Katonai Kórház laboratóriumainak szervezési-vezetési munkájában hasznosította.
Főleg a gyorsdiagnosztikai tesztek, a korszerű laboratóriumi felszerelések és módszerek elméleti kérdéseivel és gyakorlati kivitelezésével foglalkozott. Több szakközleménye jelent meg a Honvédorvos című lapban.

## Művei
- Egészségtani ismeretek a tanító- és óvónőképző intézetek számára (I–II. társszerzőkkel, Budapest, 1959)